# ألبرت ليكسي
ألبرت ليكسي (بالإنجليزية: Albert Lexie)‏ هو ماسح الأحذية أمريكي، ولد في عقد 1940، وتوفي في 16 أكتوبر 2018.